# Spathius erigone
Spathius erigone är en stekelart som beskrevs av Nixon 1943. Spathius erigone ingår i släktet Spathius och familjen bracksteklar. Inga underarter finns listade i Catalogue of Life.